# Klasika Primavera 2002
La Klasika Primavera 2002, quarantottesima edizione della corsa, si svolse il 14 aprile 2002 su un percorso di 181 km. Fu vinta dallo spagnolo Ángel Vicioso che terminò la gara in 4h30'16". La gara era classificata di categoria 1.3.

## Ordine d'arrivo (Top 10)
| Pos. | Corridore           | Squadra      | Tempo    |
| ---- | ------------------- | ------------ | -------- |
| 1    | Ángel Vicioso       | Kelme        | 4h30'16" |
| 2    | Unai Etxebarria     | Euskaltel    | s.t.     |
| 3    | David Etxebarria    | Euskaltel    | s.t.     |
| 4    | Juan Antonio Flecha | iBanesto.com | s.t.     |
| 5    | Javier Rodríguez    | iBanesto.com | s.t.     |
| 6    | Joaquim Rodríguez   | ONCE-Eroski  | s.t.     |
| 7    | Michael Rasmussen   | CSC-Tiscali  | s.t.     |
| 8    | José Azevedo        | ONCE-Eroski  | s.t.     |
| 9    | Gonzalo Bayarri     | Almeria      | s.t.     |
| 10   | Francisco Mancebo   | iBanesto.com | s.t.     |